# انقلاب يونيو 1907

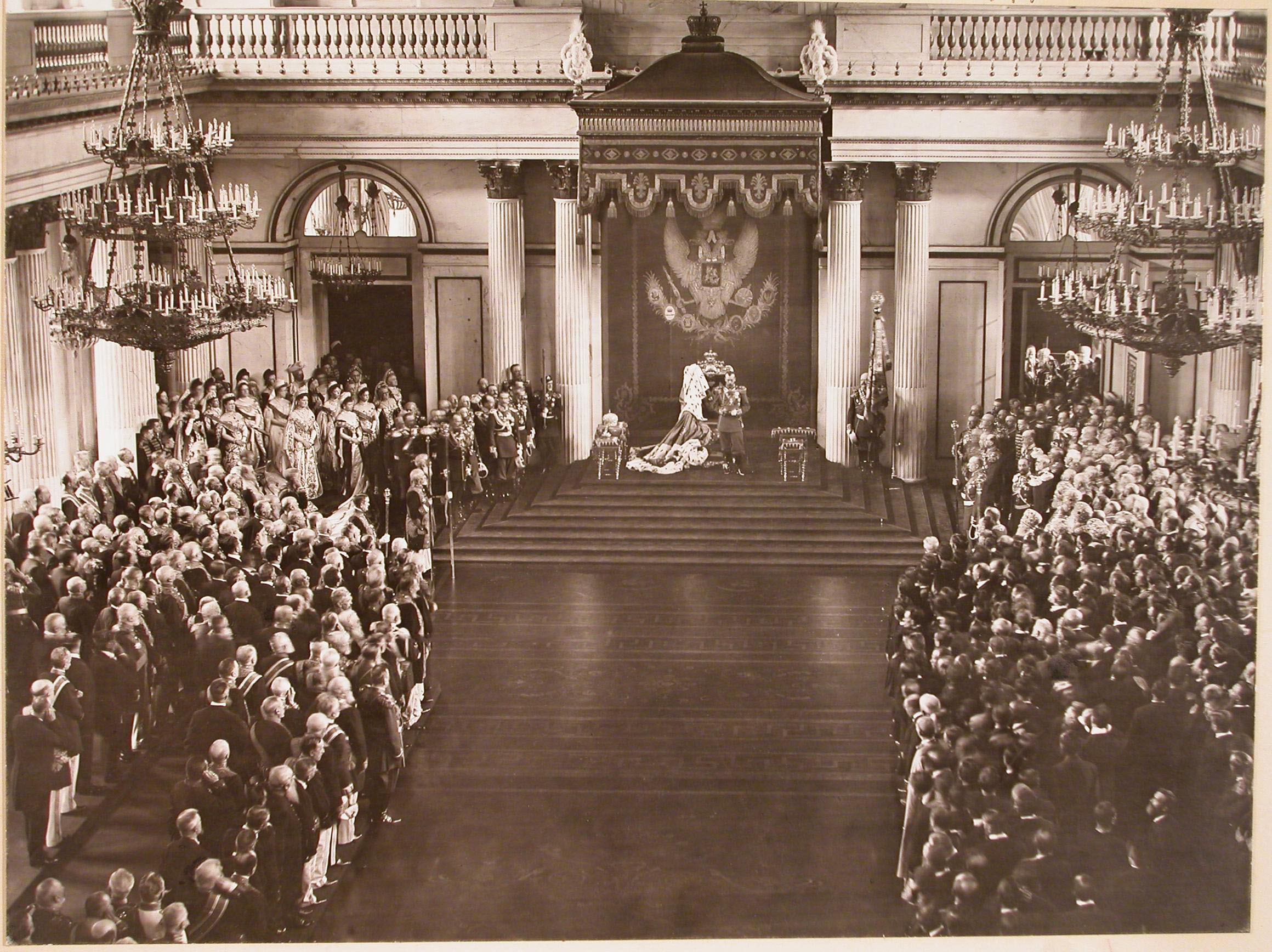

انقلاب يونيو عام 1907، ويُعرف أحياناً بانقلاب ستوليبين، هو اسمٌ يُطلق عادة على حلّ مجلس الدوما في الإمبراطورية الروسية للمرة الثانية، واعتقال بعض أعضاء الدوما، وحدوث تغيّر جوهري في القانون الانتخابي الروسي على يد القيصر نيكولاي الثاني في السادس عشر (الثالث من يونيو وفقاً للتقويم القديم) عام 1907. اعتبر الكثير من المؤرخين الانقلاب علامةٌ على نهاية الثورة الروسية لعام 1905، وأصبحت شرعية الانقلاب لاحقاً موضوع نقاشٍ وجدلٍ شديدين. أدى الانقلاب أيضاً إلى تغيّرٍ جذريٍ في كيفية تشكيل مجالس الدوما في الإمبراطورية الروسية لاحقاً، فنقل القانون الجديد صلاحية تشكيل مجلس الدوما إلى الطبقات المالكة، سعياً لتجنب وصول عددٍ كبيرٍ من النواب الليبراليين والثوريين إلى مجلس الدوما عبر الانتخابات، وهم الذين هيمنوا على مجلسي الدوما الأول والثاني. نجح الانقلاب في تغيير القانون بشكل كبير، لكن في نهاية المطاف، أخفق في الحفاظ على النظام الإمبراطوري، والذي انهار عقب الثورة الروسية لعام 1917.

## خلفية تاريخية
خلال ثورة عام 1905، اقتنع النظام الأتوقراطي، بزعامة القيصر نيكولاي الثاني، بضرورة تبني شكلٍ جديدٍ من السلطة الدستورية، سعياً للحفاظ على النظام الإمبراطوري وتجنب انزلاق الأمة الروسية نحو الفوضى. أصدر نيكولاي ما أصبح يُعرف ببيان أكتوبر في السابع عشر من شهر أكتوبر (الرابع من أكتوبر وفقاً للتقويم القديم) عام 1905، فوعد من خلاله بمنح الحريات المدنية الأساسية وخلق برلمانٍ روسي، أما سابقاً، فلم يمكن تنفيذ القوانين في روسيا إلا بعد الحصول على موافقة القيصر. صدر أول دستور في روسيا، والمعروف باسم القوانين الأساسية، في الثالث والعشرين من شهر أبريل (العاشر من أبريل وفقاً للتقويم القديم)، في العام التالي، وأُنشئ من خلاله مجلس الدوما (مجلس النواب) بصفته الهيئة التشريعية الدُنيا في البرلمان ثنائي التمثيل (مجلس الإمبراطورية الروسية هو الهيئة التشريعية العُليا). أصبح الدوما بذلك أول محاولة حقيقية لخلق حكومة برلمانية في روسيا. كان القيصر مسؤولاً بشكل جزئي عن تعيين بعض النواب في مجلس الإمبراطورية، بينما انتُخب عددٌ آخر من النواب على يد منظمات إكليركية أو تجارية أو حكومية. في المقابل، كان الروس، من جميع الطبقات الاجتماعية، ينتخبون أعضاء مجلس الدوما عبر نظامٍ معقدٍ من الانتخابات غير المباشرة. في البداية، وُضِعَ النظام الانتخابي بحيث يسمح للقرويين، الذين اعتُبروا حينها مواليين للنظام القيصري، بانتخاب عددٍ كبيرٍ من النواب.
رفض الكثير من الثوريين تلك الامتيازات الإمبراطورية، بينما قرر معظم الروس منح النظام الجديد فرصة على الأقل. لكن تزعزعت ثقة الناس بالنظام الجديد عقب إصدار بيانٍ جديد في العشرين من شهر فبراير (السابع من فبراير حسب التقويم القديم) عام 1906 قبل القوانين الأساسية، والذي قوّض حقوق مجلس الدوما المنشأ حديثاً بشكل كبير. وباعتبار أن سلطة القيصر المطلقة لم تنتهِ حتى إصدار القوانين الأساسية في الثالث والعشرين من شهر أبريل (في العاشر من أبريل وفقاً للتقويم القديم) عام 1906، فلا يمكن الطعن بشرعية البيان الجديد. وفوق ذلك، تقلّصت الحريات المدنية التي وعد بها القيصر -مثل حرية الصحافة والتجمع والتعبير، وغيرها...- خلال العمليات المضادة للثورة في ذلك العام.
افتتح القيصر نيكولاي الثاني مجلس الدوما الأول في السابع والعشرين من شهر أبريل (الرابع عشر من شهر أبريل وفقاً للتقويم القديم) عام 1906، وألقى خطاباً من عرشه في قصر الشتاء. أمل القيصر والوزراء بإبقاء الدوما خامداً، لكن النواب رفضوا التعاون مع الحكومة القيصرية: فطرحوا قوانين ووثائق تتعلق بالإصلاح الزراعي، والتي عارضها مُلّاك الأراضي بشدة، بالإضافة إلى مقترحات تشريعية أخرى متطرفة فاقت جميع توقعات النظام القيصري ولم يكن مستعداً أبداً للقبول بتلك المقترحات. حلّ القيصر الدوما في الحادي والعشرين من شهر يوليو (الثامن من شهر يوليو وفقاً للتقويم القديم) عام 1906، لكن انتخابات مجلس الدوما الثاني جاءت بمزيد من الراديكاليين، لكن استمرّت الأزمة بين السلطات التشريعية والتنفيذية. تحصّل الاشتراكيون على 20 بالمئة من مقاعد مجلس الدوما الثاني، وكانت أبرز الجماعات الاشتراكية: المنشفيك والبولشفيك (كلاهما فصيلان من حزب العمال الاشتراكي الديموقراطي الروسي) والثوريين الاشتراكيين، وجميعهم قاطعوا انتخابات مجلس الدوما الأول. لم تستطع الحكومة القيصرية بناء علاقات مع مجلس الدوما الجديد، وحاولت، عقب تعيين رئيس وزراء جديد هو بيوتر ستوليبين، إيجاد عذرٍ لحل مجلس الدوما.

## الانقلاب
وقع الانقلاب عندما أصبحت الحكومة على دراية بالاضطرابات الثورية التي تحصل بين الجنود، والتي قام بها أعضاءٌ من حزب العمال الاشتراكي الديمقراطي الروسي في أغلب الأحيان. في الثاني من شهر يونيو، طالبت الحكومة الإمبراطورية مجلسَ الدوما بتسليم 55 نائباً عن الحزب الاشتراكي الديمقراطي، وهؤلاء جميعهم أعضاءٌ في مجلس الدوما، وحصلوا على الحصانة البرلمانية وفقاً للقوانين الأساسية، لكن بإمكان السلطة التشريعية تجريدهم منها. وعندما نفد صبر الحكومة الإمبراطورية من مجلس الدوما وضعف التعاون والتنسيق بينهما، اختارت اعتقال هؤلاء المطلوبين في ليلة الثالث من شهر يونيو، ولم تنتظر قرار بعثة الدوما للتحقيق في اتهامات الحكومة. في الثالث من شهر يونيو، فُكك الدوما رسمياً عن طريق بيان إمبراطوري عقبه مرسوم إمبراطوري، وكان لرئيس الوزراء ستوليبين دورٌ مهم فيما حصل.
كان القرار الأخير قانونياً بالكامل استناداً إلى القوانين الأساسية (والتي أعطت القيصر صلاحية حلّ مجلس الدوما في أي وقت يشاء، ووفقاً لأي سببٍ)، وعقبته مناورة سياسية مريبة. في الثالث من شهر يونيو، نُشر قانونٌ انتخابي جديد يرتكز بشكل كاملٍ على سلطة القيصر ودون موافقة السلطة التشريعية. ووفقاً للمخطط الجديد، حصل مُلاك الأراضي الأثرياء على نسبة تمثيل قدرها 60 بالمئة من مقاعد النواب في الدوما، بينما حصل القرويون على 22 بالمئة، والتجار 15 بالمئة، بينما ذهبت النسبة الباقية من مقاعد النواب لطبقة البروليتاريا المتمدنة. في المقابل، حُرمت مناطق مثل آسيا الوسطى من التمثيل النيابي كُلياً، وادعى القيصر أن الدوما الجديد سيملك «روحاً روسية»، ولا يمكن لغير الروس أن يملكوا تأثيراً حاسماً في القضايا والمسائل الروسية الخالصة.

## العقبات القانونية
واجهت شرعية هذا القانون الأخير التحديات على الفور: فوفقاً لبيان أكتوبر، لا يمكن تشريع القرارات والقوانين الجديدة دون موافقة مجلس الدوما، ولا يمكن للقيصر أو رئيس الوزراء الحصول على موافقة الدوما قبل إصدار هكذا مرسوم. سمحت القوانين الأساسية للقيصر بفرض أو تعديل قوانين جديدة دون موافقة الدوما، فقط في الفترات الواقعة بين جلسات الدوما (أي حين شُرّع قانون الانقلاب)، لكن من المفترض أن تُرفع تلك القوانين لمجلس الدوما الجديد خلال شهرين، وبإمكان الدوما إيقافها أو إلغاؤها. وفوق ذلك، لا يمكن لهكذا مرسومٍ أن يُحدث تغييرات في القوانين الأساسية، فذلك يتطلب موافقة الدوما أيضاً. لذا، شُرّع قانون القيصر الانتخابي الجديد بشكل يناقض القوانين الأساسية التي وضعها القيصر بذاته. وأدى ذلك إلى تساؤلٍ عما إذا كانت روسيا دولة يحكمها قانونٌ أساسي ثابت (القوانين الأساسية)، أم لا تزال تخضع لحكم ملك بيده جميع السلطات.
أصرّت الحكومة القيصرية على أن القيصر هو من طرح القوانين الأساسية من البداية، وبالتالي يملك حقاً إلهياً بتعديلها، حتى لو كان التعديل من طرف القيصر فحسب (على الرغم من أن القوانين الأساسية تناقض هذا الكلام) في الحالات الاستثنائية، واعتُبر أن تلك الحالة أيضاً استثنائية. جاء بيان الثالث من يونيو عام 1907 ليبرز سلطة القياصرة التاريخية بصفتها الأساس القانوني لتلك التغييرات، فعلّل القيصر أن تلك التغييرات «لا يمكن تشريعها بالطريقة الاعتيادية»، خاصة بعدما أعلن القيصر أن مجلس الدوما «غير مُرضٍ» بالنسبة له.
أشار القيصر بوضوح إلى أن سلطته، الممنوحة بتفويض إلهي، تلغي سلطة أي قانون، حتى القوانين الأساسية بحد ذاتها، والتي طرحها القيصر نفسه. اقتنع الكثير من الروس، بعد سماعهم ما ورد سابقاً، أن القيصر لم يرغب أبداً بدولة دستورية من البداية، وأن روسيا ظلّت دولة أتوقراطية بالكامل تختبئ وراء واجهة دستورية. لذا، استُخدم مصطلح «انقلاب» للإشارة إلى أفعال وتصرفات القيصر، على الرغم من أن الحالة هنا تختلف تماماً عن الانقلابات التي نشهدها عادة.

## الإرث
على عكس توقعات وآمال بعض النواب، لم يؤد «انقلاب» يونيو عام 1907 إلى استئناف الحركة الثورية. وعلى الرغم من استمرار الحزب الاشتراكي الديمقراطي ممارسة الإرهاب الثوري، لكن عدد تلك الحالات كان صغيراً نسبياً. ظلّت روسيا صامتة نسبياً حتى عندما نافى القيصر الدستور الروسي الجديد، واعتُبر اليوم الثالث من شهر يونيو عام 1907 تاريخ نهاية الثورة الروسية الأولى.
ضَمن قانون القيصر الانتخابي الجديد بقاء جميع مجالس الدوما، حتى المستقبلية منها، تحت سيطرة الطبقات الرفيعة من المجتمع، لكن ذلك لم يمنع مجلس الدوما من لعب دورٍ مهم في خلع القيصر عن العرش خلال ثورة فبراير عام 1917. شوّهت أفعال القيصر صورته -السيئة أساساً نتيجة سياساته التي اتبعها سابقاً- بطريقة لا يُمكن إصلاحها. سبب ذلك أيضاً انقلاب أتباع القيصر عليه، والترحيب بالثورة الروسية المقبلة عند وقوعها.